# 大绿臭蛙
大绿臭蛙（学名：Rana livida）为蛙科蛙属的两栖动物。在中国大陆，分布于浙江、安徽、福建、湖南、广东、广西、陕西、贵州、云南、海南等地，常栖息于森林茂密的大中型山溪中。其生存的海拔范围为400至2150米。该物种的模式产地在缅甸。